# British Academy Film Award des meilleurs décors
Le British Academy Film Award des meilleurs décors (British Academy Film Award for Best Production Design) est une récompense cinématographique britannique décernée depuis 1965 par la British Academy of Film and Television Arts (BAFTA) lors de la cérémonie annuelle des British Academy Film Awards.
De 1965 à 1968, il existait deux catégories : Meilleurs décors britanniques en noir et blanc et Meilleurs décors britanniques en couleur. Elles ont été fusionnées en 1969.

## Palmarès
Note : les gagnants sont indiqués en gras. Les années indiquées sont celles au cours desquelles la cérémonie a eu lieu, soit l'année suivant leur sortie en salles (au Royaume-Uni).
Le symbole ♕ rappelle le gagnant et ♙ une nomination à l'Oscar des meilleurs décors la même année.

### Années 1960
De 1965 à 1968, 2 catégories : Meilleurs décors britanniques en noir et blanc et Meilleurs décors britanniques en couleur.
- 1965 :
  - Meilleure direction artistique britannique – Noir et blanc : Docteur Folamour (Dr. Strangelove or : How I Learned to Stop Worrying and Love the Bomb) – Ken Adam
    - Les Canons de Batasi (Guns At Batasi) – Maurice Carter
    - Pour l'exemple (King and Country) – Richard MacDonald
    - Le Mangeur de citrouilles (The Pumpkin Eater) – Edward Marshall

  - Meilleure direction artistique britannique – Couleur : Becket – John Bryan ♙
    - The Chalk Garden – Carmen Dillon
    - Goldfinger – Ken Adam
    - Zoulou (Zulu) – Ernest Archer
- 1966 :
  - Meilleure direction artistique britannique – Noir et blanc : Darling – Ray Simm
    - Aux postes de combat (The Bedford Incident) – Arthur Lawson
    - La Colline des hommes perdus (The Hill) – Herbert Smith
    - Rotten to the Core – Alex Vetchinsky

  - Meilleure direction artistique britannique – Couleur : Ipcress – Danger immédiat (The Ipcress File) – Ken Adam
    - Lord Jim – Geoffrey Drake
    - Ces merveilleux fous volants dans leurs drôles de machines (Those Magnificent Men in their Flying Machines, Or How I Flew from London to Paris in 25 Hours 11 Minutes) – Thomas N. Morahan
    - Opération Tonnerre (Thunderball) – Ken Adam
- 1967 :
  - Meilleure direction artistique britannique – Noir et blanc : L'Espion qui venait du froid (The Spy Who Came in from the Cold) – Tambi Larsen ♙
    - Bunny Lake a disparu (Bunny Lake Is Missing) – Donald M. Ashton
    - Georgy Girl – Tony Woollard
    - Les Chemins de la puissance – Edward Marshall

  - Meilleure direction artistique britannique – Couleur : Le Crépuscule des aigles (The Blue Max) – Wilfred Shingleton
    - Khartoum – John Howell
    - Le Secret du rapport Quiller (The Quiller Memorandum) – Maurice Carter
    - Un mort en pleine forme (The Wrong Box) – Ray Simm
- 1968 :
  - Meilleure direction artistique britannique – Noir et blanc : Aucune récompense
  - Meilleure direction artistique britannique – Couleur : Un homme pour l'éternité (A Man for All Seasons) – John Box
    - Accident – Carmen Dillon
    - Blow-Up (Blowup) – Assheton Gorton
    - On ne vit que deux fois (You Only Live Twice) – Ken Adam

En 1969, fusion en une seule catégorie : Meilleurs décors.
- 1969 : 2001, l'Odyssée de l'espace (2001: A Space Odyssey) – Ernest Archer, Harry Lange et Anthony Masters ♙
  - La Charge de la brigade légère (The Charge of the Light Brigade) – Edward Marshall
  - Oliver ! (Oliver!) – John Box ♕
  - Roméo et Juliette (Romeo and Juliet) – Renzo Mongiardino

### Années 1970
- 1970 : Ah Dieu ! que la guerre est jolie (Oh! What a Lovely War) – Donald M. Ashton
  - Hello, Dolly ! (Hello, Dolly!) – John DeCuir ♕
  - Guerre et Paix (War and Peace) – Mikhail Bogdanov et Gennadi Myasnikov ♙
  - Love (Women in Love) – Luciana Arrighi
- 1971 : Waterloo (Ватерлоо) – Mario Garbuglia
  - Anne des mille jours (Anne of the Thousand Days) – Maurice Carter ♙
  - La Fille de Ryan (Ryan's Daughter) – Stephen B. Grimes
  - Scrooge – Terence Marsh ♙
- 1972 : Mort à Venise (Morte a Venezia) – Ferdinando Scarfiotti
  - Le Messager (The Go-Between) – Carmen Dillon
  - Nicolas et Alexandra (Nicholas and Alexandra) – John Box
  - The Tales of Beatrix Potter – Christine Edzard
- 1973 : Cabaret – Rolf Zehetbauer ♕
  - Orange mécanique (A Clockwork Orange) – John Barry
  - Lady Caroline Lamb – Carmen Dillon
  - Les Griffes du lion (Young Winston) – Donald M. Ashton et Geoffrey Drake
- 1974 : La Méprise (The Hireling) – Natasha Kroll
  - England Made Me – Tony Woollard
  - Fellini Roma (Roma) – Danilo Donati
  - Le Limier (Sleuth) – Ken Adam
- 1975 : Gatsby le Magnifique (The Great Gatsby) – John Box
  - Chinatown – Richard Sylbert ♙
  - Le Crime de l'Orient-Express (Murder on the Orient Express) – Tony Walton
  - Les Trois Mousquetaires (The Three Musketeers) – Brian Eatwell
- 1976 : Rollerball – John Box
  - Barry Lyndon – Ken Adam ♕
  - Le Jour du fléau (The Day of the Locust) – Richard MacDonald
  - La Tour infernale (The Towering Inferno) – William J. Creber ♙
- 1977 : Bugsy Malone – Geoffrey Kirkland
  - Les Hommes du président (All the President's Men) – George Jenkins ♕
  - King Kong – Mario Chiari et Dale Hennesy
  - The Slipper and the Rose – Ray Simm
- 1978 : Le Casanova de Fellini (Il Casanova di Federico Fellini) – Danilo Donati et Federico Fellini
  - Un pont trop loin (A Bridge Too Far) – Terence Marsh
  - L'Espion qui m'aimait (The Spy Who Loved Me) – Ken Adam ♙
  - Valentino – Philip Harrison
- 1979 : Rencontres du troisième type (Close Encounters of the Third Kind) – Joe Alves ♙
  - Julia – Gene Callahan, Carmen Dillon et Willy Holt
  - Star Wars, épisode IV : Un nouvel espoir (Star Wars Episode IV: A New Hope) – John Barry ♕
  - Superman – John Barry

### Années 1980
- 1980 : Alien : Le Huitième Passager (Alien) – Michael Seymour ♙
  - Apocalypse Now – Dean Tavoularis ♙
  - Les Européens (The Europeans) – Jeremiah Rusconi
  - Yanks – Brian Morris
- 1981 : Elephant Man (The Elephant Man) – Stuart Craig ♙
  - Que le spectacle commence (All That Jazz) – Philip Rosenberg ♕
  - Flash Gordon – Danilo Donati
  - Star Wars, épisode V : L'Empire contre-attaque (Star Wars Episode V : The Empire Strikes Back) – Norman Reynolds ♙
- 1982 : Les Aventuriers de l'arche perdue (Raiders of the Lost Ark) – Norman Reynolds ♕
  - Les Chariots de feu (Chariots of Fire) – Roger Hall
  - La Maîtresse du lieutenant français (The French Lieutenant's Woman) – Assheton Gorton ♙
  - Tess – Pierre Guffroy ♕
- 1983 : Blade Runner – Lawrence G. Paull ♙
  - E.T. l'extra-terrestre (E.T. the Extra-Terrestrial) – James D. Bissell
  - Gandhi – Stuart Craig ♕
- 1984 : La Traviata – Gianni Quaranta et Franco Zeffirelli ♙
  - Chaleur et Poussière (Heat and Dust) – Wilfred Shingleton
  - Star Wars, épisode VI : Le Retour du Jedi (Star Wars Episode V I: Return of the Jedi) – Norman Reynolds ♙
  - WarGames – Angelo P. Graham
- 1985 : La Déchirure (The Killing Fields) – Roy Walker
  - La Compagnie des loups (The Company of Wolves) – Anton Furst
  - Greystoke, la légende de Tarzan (Greystoke: The Legend of Tarzan, Lord of the Apes) – Stuart Craig
  - 1984 (Nineteen Eighty-Four) – Allan Cameron
- 1986 : Brazil – Norman Garwood ♙
  - Amadeus – Patrizia von Brandenstein ♕
  - Retour vers le futur (Back to the Future) – Lawrence G. Paull
  - La Route des Indes (A Passage to India) – John Box ♙
- 1987 : Chambre avec vue (A Room with a View) – Brian Ackland-Snow et Gianni Quaranta ♕
  - Aliens, le retour (Aliens) – Peter Lamont ♙
  - Mission (The Mission) – Stuart Craig ♙
  - Ran (乱) – Sinobu Muraki et Yoshirô Muraki ♙
- 1988 : Radio Days – Santo Loquasto ♙
  - La Guerre à sept ans (Hope and Glory) – Anthony Pratt ♙
  - Jean de Florette – Bernard Vézat
  - Les Incorruptibles (The Untouchables) – William A. Elliott ♙
- 1989 : Tucker (Tucker : The Man and His Dream) – Dean Tavoularis
  - Empire du soleil (Empire of the Sun) – Norman Reynolds ♙
  - Le Dernier Empereur (The Last Emperor) – Ferdinando Scarfiotti ♕
  - Qui veut la peau de Roger Rabbit (Who Framed Roger Rabbit) – Elliot Scott ♙

### Années 1990
- 1990 : Les Aventures du baron de Münchhausen (The Adventures of Baron Munchausen) – Dante Ferretti ♙
  - Batman – Anton Furst ♕
  - Les Liaisons dangereuses (Dangerous Liaisons) – Stuart Craig ♕
  - Henry V – Tim Harvey
- 1991 : Dick Tracy – Richard Sylbert ♕
  - Cinema Paradiso (Nuovo Cinema Paradiso) – Andrea Crisanti
  - À la poursuite d'Octobre Rouge (The Hunt for Red October) – Terence Marsh
  - Un thé au Sahara (The Sheltering Sky) – Gianni Silvestri
- 1992 : Edward aux mains d'argent (Edward Scissorhands) – Bo Welch
  - La Famille Addams (The Addams Family) – Richard MacDonald
  - Cyrano de Bergerac – Ezio Frigerio ♙
  - Terminator 2 : Le Jugement dernier (Terminator 2 : Judgment Day) – Joseph C. Nemec III
- 1993 : Ballroom Dancing (Strictly Ballroom) – Catherine Martin
  - Chaplin – Stuart Craig ♙
  - Retour à Howards End (Howards End) – Luciana Arrighi ♕
  - Le Dernier des Mohicans (The Last of the Mohicans) – Wolf Kroeger
- 1994 : La Leçon de piano (The Piano) – Andrew McAlpine (de)
  - Le Temps de l'innocence (The Age of Innocence) – Dante Ferretti ♙
  - Dracula (Bram Stoker's Dracula) – Thomas E. Sanders ♙
  - La Liste de Schindler (Schindler's List) – Allan Starski ♕
- 1995 : Entretien avec un vampire (Interview with the Vampire : The Vampire Chronicles) – Dante Ferretti ♙
  - Priscilla, folle du désert (The Adventures of Priscilla, Queen of the Desert) – Colin Gibson et Owen Paterson
  - Frankenstein (Mary Shelley's Frankenstein) – Tim Harvey
  - The Mask – Craig Stearns
- 1996 : Apollo 13 – Michael Corenblith (en) ♕
  - Braveheart – Thomas E. Sanders
  - La Folie du roi George (The Madness of King George) – Ken Adam ♕
  - Raison et Sentiments (Sense and Sensibility) – Luciana Arrighi
- 1997 : Richard III – Tony Burrough
  - Le Patient anglais (The English Patient) – Stuart Craig ♕
  - Evita – Brian Morris ♙
  - Hamlet – Tim Harvey ♙
- 1998 : Roméo + Juliette (William Shakespeare's Romeo + Juliet) – Catherine Martin ♙
  - L.A. Confidential – Jeannine Claudia Oppewall ♙
  - La Dame de Windsor (Mrs. Brown) – Martin Childs
  - Titanic – Peter Lamont ♕
- 1999The Truman Show – Dennis Gassner
  - Elizabeth – John Myhre ♙
  - Il faut sauver le soldat Ryan (Saving Private Ryan) – Thomas E. Sanders ♙
  - Shakespeare in Love – Martin Childs ♕

### Années 2000
- 2000 : Sleepy Hollow – La Légende du cavalier sans tête (Sleepy Hollow) – Rick Heinrichs ♕
  - American Beauty – Naomi Shohan
  - Les Cendres d'Angela (Angela's Ashes) – Geoffrey Kirkland
  - La Fin d'une liaison (The End of the Affair) – Anthony Pratt
  - Matrix (The Matrix) – Owen Paterson
- 2001 : Gladiator – Arthur Max ♙
  - Le Chocolat (Chocolat) – David Gropman
  - Tigre et Dragon (卧虎藏龙) – Timmy Yip ♕
  - O'Brother (O Brother, Where Art Thou?) – Dennis Gassner
  - Quills, la plume et le sang (Quills) – Martin Childs ♙
- 2002 : Le Fabuleux Destin d'Amélie Poulain – Aline Bonetto ♙
  - Gosford Park – Stephen Altman ♙
  - Harry Potter à l'école des sorciers (Harry Potter and the Philosopher's Stone) – Stuart Craig ♙
  - Le Seigneur des anneaux : La Communauté de l'anneau (The Lord of the Rings: The Fellowship of the Ring) – Grant Major ♙
  - Moulin Rouge (Moulin Rouge!) – Catherine Martin ♕
- 2003 : Les Sentiers de la perdition (Road to Perdition) – Dennis Gassner ♙
  - Chicago – John Myhre ♕
  - Gangs of New York – Dante Ferretti ♙
  - Harry Potter et la Chambre des secrets (Harry Potter and the Chamber of Secrets) – Stuart Craig
  - Le Seigneur des anneaux : Les Deux Tours (The Lord of the Rings: The Two Towers) – Grant Major ♙
- 2004 : Master and Commander : De l'autre côté du monde (Master and Commander: The Far Side of the World) – William Sandell ♙
  - Big Fish – Dennis Gassner
  - Retour à Cold Mountain (Cold Mountain) – Dante Ferretti
  - La Jeune Fille à la perle (Girl with a Pearl Earring) – Ben van Os ♙
  - Le Seigneur des anneaux : Le Retour du roi (The Lord of the Rings: The Return of the King) – Grant Major ♕
- 2005 : Aviator (The Aviator) – Dante Ferretti ♕
  - Neverland (Finding Neverland) – Gemma Jackson ♙
  - Harry Potter et le Prisonnier d'Azkaban (Harry Potter and the Prisoner of Azkaban) – Stuart Craig
  - Le Secret des poignards volants (十面埋伏) – Tingxiao Huo
  - Vera Drake – Eve Stewart
- 2006 : Harry Potter et la Coupe de feu (Harry Potter and the Goblet of Fire) – Stuart Craig ♙
  - Batman Begins – Nathan Crowley
  - Charlie et la Chocolaterie (Charlie and the Chocolate Factory) – Alex McDowell
  - King Kong – Grant Major ♙
  - Mémoires d'une geisha (Memoirs of a Geisha) – John Myhre ♕
- 2007 : Les Fils de l'homme (Children of Men) – Jim Clay, Geoffrey Kirkland et Jennifer Williams
  - Casino Royale – Peter Lamont et Simon Wakefield
  - Marie-Antoinette – K.K. Barrett et Véronique Melery
  - Le Labyrinthe de Pan (El laberinto del fauno) – Eugenio Caballero et Pilar Revuelta ♕
  - Pirates des Caraïbes : Le Secret du coffre maudit (Pirates des Caraïbes : Le Secret du coffre maudit) – Cheryl Carasik et Rick Heinrichs ♙
- 2008 : Reviens-moi (Atonement) – Sarah Greenwood et Katie Spencer ♙
  - Elizabeth : L'Âge d'or (Elizabeth : The Golden Age) – Guy Dyas et Richard Roberts
  - Harry Potter et l'Ordre du phénix (Harry Potter and the Order of the Phoenix) – Stuart Craig et Stephenie McMillan
  - La Môme – Olivier Raoux
  - There Will Be Blood – Jim Erickson et Jack Fisk ♙
- 2009 : L'Étrange Histoire de Benjamin Button (The Curious Case of Benjamin Button) – Donald Graham Burt et Victor J. Zolfo ♕
  - L'Échange (Changeling) – Gary Fettis et James J. Murakami ♙
  - The Dark Knight : Le Chevalier noir (The Dark Knight) – Nathan Crowley et Peter Lando ♙
  - Les Noces rebelles (Revolutionary Road) – Debra Schutt et Kristi Zea ♙
  - Slumdog Millionaire – Michelle Day et Mark Digby

### Années 2010
- 2010 : Avatar – Rick Carter, Robert Stromberg et Kim Sinclair ♕
  - District 9 – Philip Ivey et Guy Potgieter
  - Harry Potter et le Prince de sang-mêlé (Harry Potter and the Half-Blood Prince) – Stuart Craig et Stephenie McMillan
  - L'Imaginarium du docteur Parnassus (The Imaginarium of Doctor Parnassus) – Dave Warren, Anastasia Masaro et Caroline Smith ♙
  - Inglourious Basterds – David Wasco et Sandy Reynolds-Wasco

- 2011 : Inception – Guy Hendrix Dyas, Larry Dias et Doug Mowat ♙
  - Alice au pays des merveilles (Alice in Wonderland) – Robert Stromberg et Karen O'Hara ♕
  - Black Swan – Thérèse DePrez et Tora Peterson
  - Le Discours d'un roi (The King's Speech) – Eve Stewart et Judy Farr ♙
  - True Grit – Jess Gonchor (en) et Nancy Haigh ♙

- 2012 : Hugo Cabret (Hugo) – Dante Ferretti et Francesca Lo Schiavo ♕
  - The Artist – Laurence Bennett et Robert Gould ♙
  - Cheval de guerre (War Horse) – Rick Carter et Lee Sandales ♙
  - Harry Potter et les Reliques de la Mort - 2e partie (Harry Potter and the Deathly Hallows - Part 2) – Stuart Craig et Stephenie McMillan ♙
  - La Taupe (Tinker, Tailor, Soldier, Spy) – Maria Djurkovic et Tatiana MacDonald

- 2013 : Les Misérables – Eve Stewart et Anna Lynch-Robinson ♙
  - Anna Karénine (Anna Karenina) – Sarah Greenwood et Katie Spencer ♙
  - Lincoln – Rick Carter et Jim Erickson ♕
  - L'Odyssée de Pi (Life of Pi) – David Gropman et Anna Pinnock ♙
  - Skyfall – Dennis Gassner et Anna Pinnock

- 2014 : Gatsby le Magnifique (The Great Gatsby) – Catherine Martin et Beverley Dunn ♙
  - American Bluff (American Hustle) – Judy Becker (en) et Heather Loeffler ♙
  - Gravity – Andy Nicholson, Rosie Goodwin et Joanne Woollard ♙
  - Ma vie avec Liberace (Behind the Candelabra) – Howard Cummings
  - Twelve Years a Slave – Adam Stockhausen et Alice Baker ♙

- 2015 : The Grand Budapest Hotel – Adam Stockhausen et Anna Pinnock
  - Big Eyes – Rick Heinrichs et Shane Vieau
  - Imitation Game (The Imitation Game) – Maria Djurkovic et Tatiana MacDonald
  - Interstellar – Nathan Crowley et Gary Fettis
  - Mr. Turner – Suzie Davies et Charlotte Watts

- 2016 : Mad Max: Fury Road – Colin Gibson et Lisa Thompson
  - Carol – Judy Becker (en) et Heather Loeffler
  - Le Pont des espions – Adam Stockhausen, Rena DeAngelo et Bernhard Henrich
  - Seul sur Mars – Arthur Max et Celia Bobak
  - Star Wars, épisode VII : Le Réveil de la Force – Rick Carter, Darren Gilford et Lee Sandales

- 2017 : Les Animaux fantastiques – Stuart Craig et Anna Pinnock
  - Ave, César ! – Jess Gonchor (en) et Nancy Haigh
  - Doctor Strange – John Bush et Charles Wood
  - La La Land – Sandy Reynolds-Wasco et David Wasco
  - Nocturnal Animals – Shane Valentino et Meg Everist

- 2018 : La Forme de l'eau – Paul D. Austerberry, Jeffrey A. Melvin et Shane Vieau
  - Blade Runner 2049 – Alessandra Querzola et Dennis Gassner
  - Dunkerque – Nathan Crowley et Gary Fettis
  - La Belle et la Bête – Sarah Greenwood et Katie Spencer
  - Les Heures sombres – Sarah Greenwood et Katie Spencer

- 2019 : La Favorite - Fiona Crombie et Alice Felton
  - Les Animaux fantastiques : Les Crimes de Grindelwald - Stuart Craig et Anna Pinnock
  - First Man : Le Premier Homme sur la Lune - Nathan Crowley et Kathy Lucas
  - Le Retour de Mary Poppins – John Myhre et Gordon Sim
  - Roma - Eugenio Caballero and Bárbara Enríquez

### Années 2020
- 2020 : 1917 – Dennis Gassner et Lee Sandales
  - The Irishman – Bob Shaw et Regina Graves
  - Jojo Rabbit – Ra Vincent et Nora Sopková
  - Joker – Mark Friedberg et Kris Moran
  - Once Upon a Time… in Hollywood – Barbara Ling et Nancy Haigh

- 2021 : Mank - Donald Graham Burt et Jan Pascale
  - The Father - Peter Francis et Cathy Featherstone
  - The Dig - Maria Djurkovic et Tatiana Macdonald
  - La Mission - David Crank et Elizabeth Keenan
  - Rebecca - Sarah Greenwood et Katie Spencer

- 2022 : Dune – Patrice Vermette et Zsuzsanna Sipos
  - Cyrano – Sarah Greenwood et Katie Spencer
  - The French Dispatch – Adam Stockhausen et Rena DeAngelo
  - Nightmare Alley – Tamara Deverell et Shane Vieau
  - West Side Story – Adam Stockhausen et Rena DeAngelo

- 2023 : Babylon – Florencia Martin, Anthony Carlino
  - À l'Ouest, rien de nouveau (All Quiet on the Western Front) - Christian M. Goldbeck, Ernestine Hipper
  - Elvis – Catherine Martin, Karen Murphy, Beverley Dunn
  - The Batman – James Chinlund, Lee Sandales
  - Pinocchio – Curt Enderle, Guy Davis

- 2024 : Pauvres Créatures – Shona Heath, James Price et Zsuzsa Mihalek
  - Barbie – Sarah Greenwood (en) et Katie Spencer (en)
  - Killers of the Flower Moon – Jack Fisk et Adam Willis
  - Oppenheimer – Ruth De Jong et Claire Kaufman
  - La Zone d'intérêt – Chris Oddy, Joanna Maria Kuś et Katarzyna Sikora

- 2025 : Wicked – Nathan Crowley et Lee Sandales (en)
  - The Brutalist – Judy Becker (en) et Patricia Cuccia
  - Conclave – Suzie Davies et Cynthia Sleiter
  - Dune, deuxième partie – Patrice Vermette et Shane Vieau (en)
  - Nosferatu – Craig Lathrop et Beatrice Brentnerová